# Somebody Told Me
"Somebody Told Me" (у преводу, Неко ми је рекао) је песма коју је написао и изводи бенд Килерс. Песма се налази на деби албуму групе, Hot Fuss (песма 4).
Текст песме говори о гласинама које могу да вам униште дан ("нисам сањао да ћу дозволити гласини да ми упропасти месечину"). У овом случају, гласине се тичу девојке која има новог дечка.
Фронтмен, Брендон Флауерс је за ову песму рекао да је "наша песма на албуму на коју је највише утицао Вегас. Град порока. Ту сам одрастао и, наравно, утиче на песме које пишем. Ова песма има пуно сексуалне енергије".
Музички спот за ову песму просто показује Килерсе како изводе своју песму на месечини у пустињи, са великим екраном на коме се приказују котрљајуће и трепћуће слике њиховог логоа, као и алтернативна верзија спота снимана током дана, вероватно на истој локацији.
Када је бенд почињао, њихова музика је била слабо примећена код купаца и медија, па је зато сингл "Somebody Told Me" издат два пута у благо различитим облицима. Прва, са розом позадином, је ређа верзија сингла јер је била прво издање, а због лоше продаје није много таквих синглова ни направљено. Када је поново издат, омот сингла је имао плаву боју и ово је чешћа верзија сингла.
Овај сингл је достигао 51. место на Билбордовој листи најбољих 100.